# Katerina Wladimirowna Tichonowa

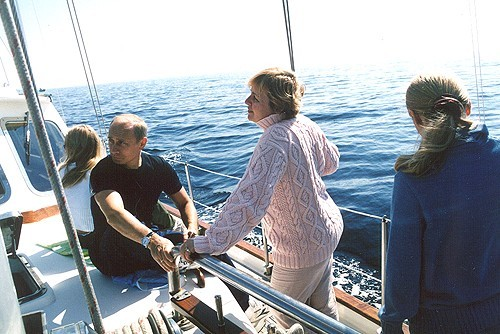
Von links nach rechts: Katerina, Wladimir, Ljudmila und Marija in Region Primorje (2002)

Katerina Wladimirowna Tichonowa (auch Jekaterina Wladimirowna Tichonowa; russisch Екатерина Владимировна Тихонова; * 31. August 1986 in Dresden, anderen Quellen zufolge in Leningrad) ist neben Marija Woronzowa die jüngere der beiden Töchter des russischen Präsidenten Wladimir Putin und seiner ersten Ehefrau Ljudmila Putina. Sie ist stellvertretende Prorektorin der Moskauer Lomonossow-Universität und Leiterin eines dort angesiedelten Investitionsprogramms mit einem jährlichen Budget von etwa 1,8 Milliarden US-Dollar.

## Leben
Katerina Tichonowa wurde während Wladimir Putins Zeit in Dresden geboren (obwohl in ihrem russischen Reisepass Leningrad als Geburtsort eingetragen ist) und trägt den Nachnamen ihrer Großmutter mütterlicherseits. Sie besuchte die Petrischule in Sankt Petersburg und später die Deutsche Schule Moskau.
Im Jahr 2005 begann sie Japanologie an der Universität St. Petersburg zu studieren. Später unterbrach sie ihr Studium wegen des Umzuges nach Moskau, wo sie in die Lomonossow-Universität eintrat. Sie forschte 2015 im Bereich der Verwaltungswissenschaften und nahm zu dieser Zeit am Weltwirtschaftsforum in Davos teil.
Nach Recherchen der russischen Mediengruppe RBK verwaltet Tichonowa als Direktorin zweier Stiftungen das Innovationsprojekt Innopraktika an der Lomonossow-Universität mit einem Budget von etwa 1,8 Milliarden US-Dollar. Durch diese Recherchen wurde sie einer breiteren Öffentlichkeit bekannt, zunächst noch ohne Nennung ihrer familiären Verbindung. Im Verwaltungsrat des Projekts sitzen unter anderem einige ehemalige KGB-Mitarbeiter, so Nikolai Tokarew, Präsident des staatlichen Pipeline-Betreibers Transneft, Sergei Tschemesow, Chef der Rüstungsholding Rostec sowie Igor Setschin, Chef des staatlichen Ölkonzerns Rosneft.
Tichonowa nahm erfolgreich an internationalen Rock-’n’-Roll-Akrobatik-Tanzwettbewerben teil. Sie zog mehrfach in das Finale der besten Sieben bei World-Masters-Turnieren und Europameisterschaften ein. Sie war Vizepräsidentin der World Rock’n’Roll Confederation (WRRC).
Tichonowa heiratete 2014 Kirill Schamalow, Sohn von Putins Freund Nikolai Schamalow. Schamalow hielt zeitweise 21 Prozent am Petrochemie-Riesen Sibur. Als die Beziehung zwischen Tichonowa und Schamalow 2017 zu Ende schien, verringerte sich auch das Vermögen Schamalows, das gemäß Bloomberg über zwei Milliarden US-Dollar betragen hatte.
Spätestens 2016 begann eine Beziehung Tichonowas zum Tänzer und Choreographen Igor Selenski, den sie in den Jahren seines dortigen Wirkens dutzende Male in München besuchte, teilweise unter dem Tarnnamen Kuznetsova. Auch Selenskis Karriere soll von der Verbindung mit Tichonowa profitiert haben, so unter anderem durch die Berufung in den Aufsichtsrat des nationalen Kulturerbefonds.
Nach dem russischen Überfall auf die Ukraine verhängten die Vereinigten Staaten und die Europäische Union im April 2022 Sanktionen gegen Tichonowa.